# 大溪 (白溪)
大溪，位于中华人民共和国浙江省宁海县的一条河流，发源于宁海县西北深甽镇野猪坑村以北的第一尖（镇亭山）南麓，蜿蜒向东南，流经缧丝潭水库、大泄潭水库、西溪水库、黄坛水库、黄坛镇、宁海县城跃龙街道，于跃龙街道屠岙胡村东南汇入白溪。河长37千米，流域面积200平方千米，河道平均比降22.7‰。